# Peinture aérosol

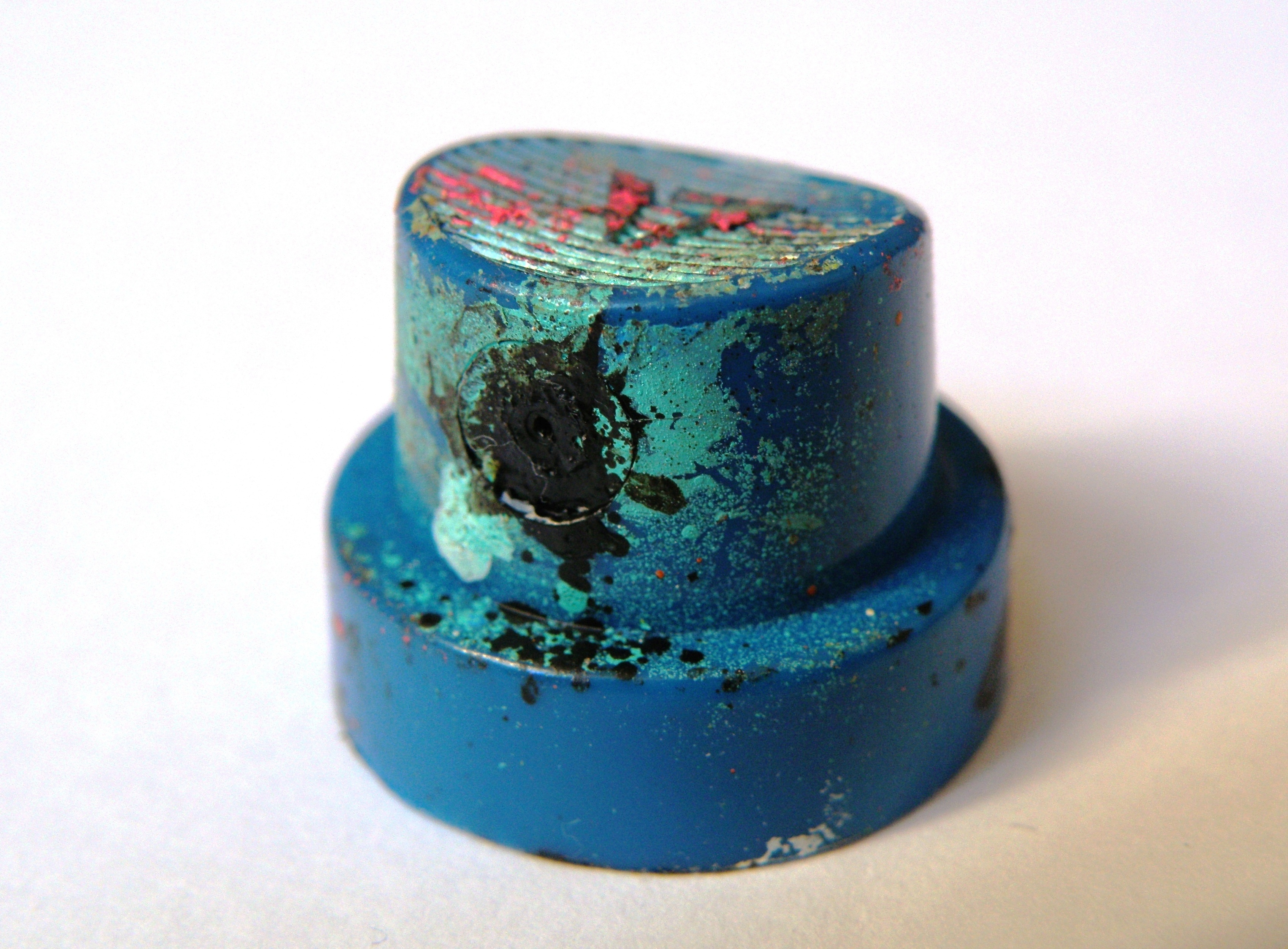
Capuce de bombe spray après plusieurs utilisations.

La peinture aérosol, ou plus précisément, la peinture en aérosol, est une peinture que l'on applique au moyen d'une générateur d'aérosols (dit bombe ou spray), et dans laquelle elle est initialement contenue avec un gaz propulseur. 
Bien avant que le monde de la cosmétique s’empare des aérosols, la bombe de peinture est  apparue aux États-Unis en 1950.
Les vagabonds et les mendiants faisaient des graffitis en forme de textes sur les poteaux blancs de la gare de Barstow. Ce fut un moyen pour crier leur amertume au sein d’une société où ils se sentaient très marginalisés. Fasciné par ces représentations, le compositeur Harry Partch composa, en 1941, la pièce de Barstow, une mise en musique de huit 
graffitis aperçus dans la ville.
Andy Warhol a exécuté certaines œuvres à l'aide d'une bombe de peinture aérosol associée à des pochoirs.